# Bezirk Podbuż
Bezirk Podbuż – dawny powiat (Bezirk) kraju koronnego Królestwo Galicji i Lodomerii, funkcjonujący w latach 1854–1867. Siedzibą starostwa była wieś Podbuż.

## Historia
Bezirk Podbuż utworzono w ramach reformy uwłaszczeniowej z okresu Wiosny Ludów (1848–1849), która likwidowała jurysdykcję właściciela ziemskiego nad poddanymi. W Galicji, dominium – jako podstawowa jednostka administracyjna i filar systemu feudalnego straciło rację bytu. Konieczne stało się zatem wprowadzenie nowego systemu administracyjnego, którego zręby powstały w latach 1851–1855. Nowy trójstopniowy podział administracyjny objął 21 cyrkułów (niem. Kreise), 179 małych powiatów (niem. Bezirke) i ponad 6000 gmin (niem. Gemeinde).
Bezirk Podbuż objął obszar o wielkości 13,0 mil², zamieszkany przez 24.891 ludzi i podzielony na 33 gminy katastralne. Wszedł w skład cyrkułu samborskiego, jako jeden z jego jedenastu powiatów.
Po nadaniu Galicji autonomii oraz powołaniu samorządu gminnego i powiatowego w 1865 zlikwidowano cyrkuły (Kreise). Dotychczasowe małe powiaty (Bezirke) w liczbie 179, utrzymały się do 1867 roku, kiedy to w następstwie kolejnej reformy administracyjnej (23 stycznia 1867) zostały zastąpione przez 74 większych powiatów. Obszar zniesionego Bezirk Podbuż wszedł wtedy w skład nowych powiatów: drohobyckiego, samborskiego, staromiejskiego i turczańskiego (vide podział w tabeli poniżej). 1 sierpnia 1878, 1 kwietnia 1882 i 1 stycznia 1891 częściowo zmieniono granice tych powiatów. 1 stycznia 1900 nazwę powiatu staromiejskiego zmieniono na starosamborski; zniesiono go 1 kwietnia 1932.

## Podział administracyjny (1854)
| Lp. | Gmina jednostkowa             | Powierzchnia | Ludność | Powiat w 1867 po zniesieniu |
| --- | ----------------------------- | ------------ | ------- | --------------------------- |
| 1   | Podbuż                        | 4780         | 1393    | drohobycki                  |
| 2   | Łukawica                      | 765          | 509     | samborski                   |
| 3   | Sprynka                       | 120          | 77      | samborski                   |
| 4   | Stronna                       | 7615         | 1348    | samborski                   |
| 5   | Załokieć                      | 3010         | 880     | drohobycki                  |
| 6   | Opaka                         | 6850         | 1332    | drohobycki                  |
| 7   | Smólna                        | 3070         | 754     | drohobycki                  |
| 8   | Bystrzyca                     | 2340         | 544     | drohobycki                  |
| 9   | Zdzianna                      | 1500         | 278     | staromiejski                |
| 10  | Łastówki                      | 3300         | 889     | drohobycki                  |
| 11  | Świdnik                       | 1780         | 365     | turczański                  |
| 12  | Isaje                         | 5510         | 1037    | turczański                  |
| 13  | Wołosianka Mała               | 1290         | 379     | turczański                  |
| 14  | Wołosianka Wielka             | 2320         | 431     | turczański                  |
| 15  | Dołhe z Rybnikiem i Majdanem  | 22520        | 1938    | drohobycki                  |
| 16  | Jasionka Masiowa              | 3730         | 719     | turczański                  |
| 17  | Jasionka Steciowa             | 2055         | 231     | turczański                  |
| 18  | Kondratów                     | 3115         | 220     | turczański                  |
| 19  | Hołowsko z Krętulą i Zubrzycą | 11205        | 478     | turczański                  |
| 20  | Stupnica                      | 2990         | 768     | samborski                   |
| 21  | Kotowania                     | 540          | 277     | samborski                   |
| 22  | Winniki                       | 2305         | 596     | samborski                   |
| 23  | Uroż                          | 2705         | 858     | samborski                   |
| 24  | Łopuszna                      | 1350         | 333     | samborski                   |
| 25  | Manasterzec                   | 2100         | 558     | samborski                   |
| 26  | Podmanasterek                 | 830          | 255     | samborski                   |
| 27  | Turze                         | 8485         | 2845    | staromiejski                |
| 28  | Kropiwnik Nowy ze Starym      | 10335        | 1798    | drohobycki                  |
| 29  | Zwór                          | 2010         | 505     | samborski                   |
| 30  | Sprynia Wielka                | 3155         | 449     | samborski                   |
| 31  | Czerchawa                     | 1660         | 536     | samborski                   |
| 32  | Mokrzany                      | 1630         | 630     | samborski                   |
| 33  | Niedzielna                    | 4000         | 681     | staromiejski                |

Objaśnienie:
(M) = miasto; (m) = miasteczko